# (24137) 1999 VP72
1999 في بي 72 (ويعرف أيضًا باسم (24137) 1999 في بي 72 وفق تسمية الكوكب الصغير) (بالإنجليزية: 1999 VP72)‏ هو كويكب ضمن حزام الكويكبات؛ وترتيبه 24137 من حيث الاكتشاف.
اكتُشف هذا الجُرم الفلكي بواسطة Antonio Vagnozzi ‏ في 9 نوفمبر 1999.

## وصلات خارجية
- (24137) 1999 VP72 في قاعدة بيانات مختبر الدفع النفاث لأجرام النظام الشمسي الصغيرة

- الاكتشاف · مخطط المدار ·  العناصر المدارية · المعلمات المادية

- (24137) 1999 VP72 على موقع ويكي سكاي: DSS2, SDSS, GALEX, IRAS, Hydrogen α, X-Ray, Astrophoto, Sky Map, Articles and images